# Aniconisme
L'aniconisme est l'absence de représentations matérielles du monde naturel et surnaturel dans différentes cultures, en particulier certaines religions monothéistes. Cette absence de représentations figuratives peut concerner les déités, les personnages saints, les humains ou certaines parties de leur corps, tous les êtres vivants, et jusqu'à tout ce qui possède une existence. Le phénomène est en général codifié par les traditions religieuses et devient en tant que tel une prohibition, forme de censure religieuse spécialisée dans les représentations. L'aniconisme peut être source d'une ambiance « iconophobe ». Lorsqu'il est activement imposé et aboutit à la suppression de représentations, l'aniconisme devient « iconoclasme ». Le mot lui-même provient du grec eikon, signifiant « représentation », « ressemblance » ou « image ».

## Aspects généraux
Dans les religions monothéistes, l'aniconisme est basé sur des considérations théologiques et des contextes historiques. Il est conçu comme un corollaire du statut de Dieu comme détenteur du pouvoir absolu et le besoin de le défendre face à des compétiteurs externes et internes : les idoles païennes et les humains critiques. Dans le groupe des religions abrahamiques, l’idolâtrie est une menace à l'unicité, et une façon de la combattre choisie par les prophètes et les missionnaires, fut la prohibition des représentations. Cette interprétation tire son origine du Troisième Commandement présent dans la Bible : 
« Tu ne te feras point d'image taillée, ni de représentation quelconque des choses qui sont en haut dans les cieux, qui sont en bas sur la terre, et qui sont dans les eaux plus bas que la terre. Tu ne te prosterneras point devant elles, et tu ne les serviras point ; car moi, l'Éternel, ton Dieu, je suis un Dieu jaloux, qui punis l'iniquité des pères sur les enfants jusqu'à la troisième et la quatrième génération de ceux qui me haïssent. » (Exode 20, 4 et 5)
Des chercheurs contemporains ont réuni, pour leurs domaines particuliers d'étude, des matériaux montrant que dans le cas de nombreuses cultures leur prétendu aniconisme est une construction intellectuelle, promouvant des intérêts et contextes historiques spécifiques, plutôt qu'un fait de la réalité tangible (Huntington pour le Bouddhisme, Clément pour l'Islam et Bland pour le Judaïsme — voir les références plus bas).

## Cultures diverses
Dans la Grèce antique, les xoana, statues en bois représentant une divinité et populaires durant les âges obscurs et l'époque archaïque, étaient parfois aniconiques. 
Selon Tacite les Germains se gardaient de produire des images de leurs idoles :

« Par ailleurs, ils ne trouvent pas digne de la grandeur des cieux à léguer les dieux sur les murs de temples ou de les dépeindre sous les traits des humains. »

— Publius Cornelius Tacitus.

## Judaïsme

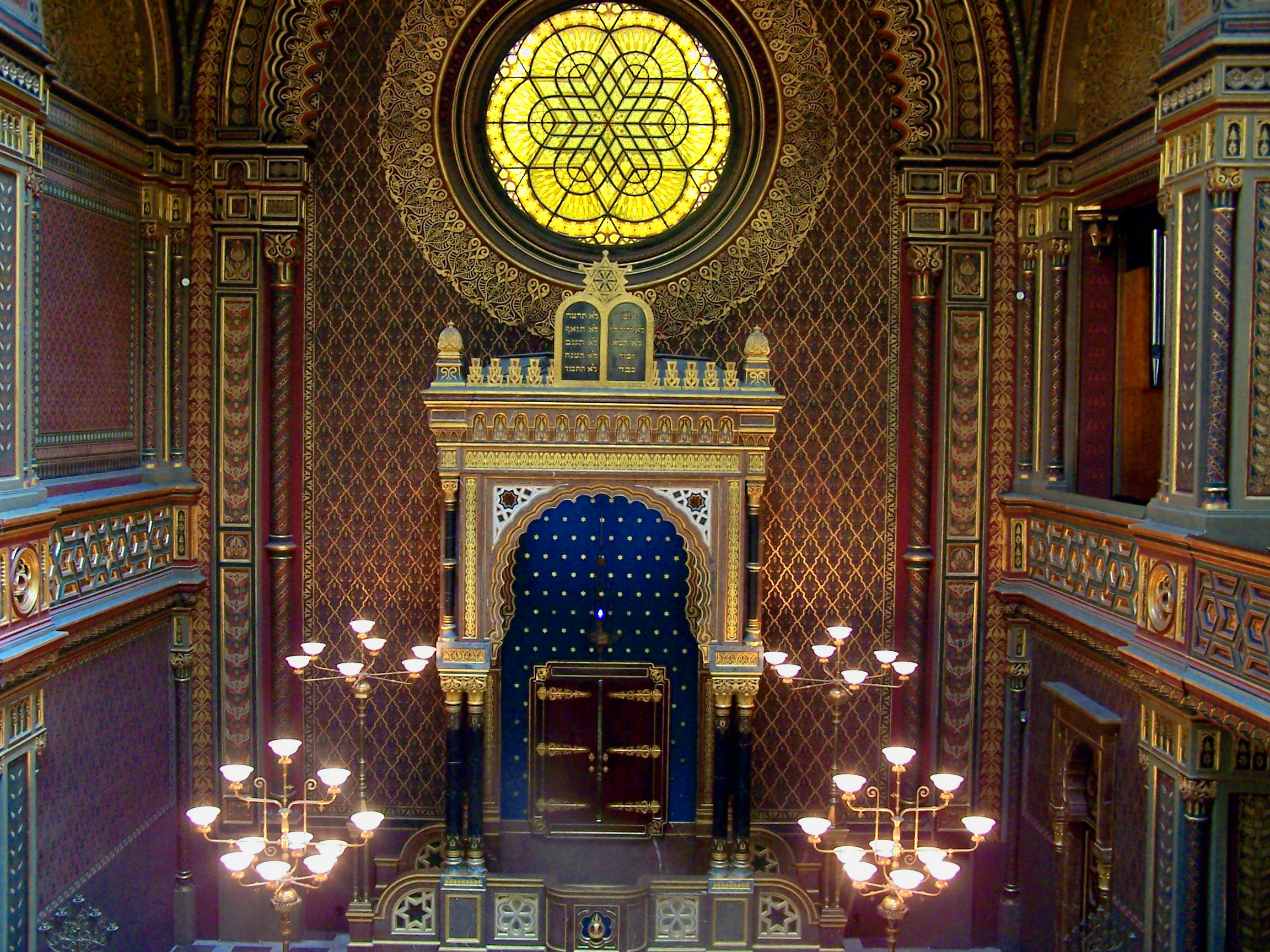
Intérieur de l'ancienne Synagogue espagnole (reconstruite en 1868) de Prague où ne figure aucune représentation de Dieu

C'est principalement sur le deuxième Commandement du Pentateuque que s'appuie le judaïsme pour s'interdire toute représentation ou image de culte :  
Exode 20:3 - « Tu ne te feras point d'idole, ni une image quelconque de ce qui est en haut dans le ciel, ou en bas sur la terre, ou dans les eaux au-dessous de la terre »
A différentes reprises, la Bible hébraïque rappelle que Dieu n'a pas de forme. Aussi, aucune représentation ne peut rendre l'essence de Dieu et ce serait réduction, injure et idolâtrie de s'y abaisser :
Exode 33:20 - « Tu ne saurais voir ma face ; car nul homme ne peut me voir et vivre » 
Lévitique 26:1 - « Ne vous faites point de faux dieux; n'érigez point, chez vous, image ni monument, et ne mettez point de pierre symbolique dans votre pays pour vous y prosterner » 
Deutéronome 4:16 - « ...craignez de vous pervertir en vous fabriquant des idoles, représentation ou symbole de quoi que ce soit : image d'un individu mâle ou femelle » 
Deutéronome 4:23 - « Prenez garde d'oublier l'alliance que l'Éternel, votre Dieu, a contractée avec vous, de vous faire une idole, une image quelconque, que l'Éternel, ton Dieu, t'a défendue. »
Isaïe 42:8 - « Je suis l'Eternel, c'est mon nom ! Je ne prête ma majesté à aucun autre, ni ma gloire à des idoles sculptées »

## Christianisme
De nombreux facteurs explicatifs sont invoqués pour rendre compte de la tendance aniconique du christianisme des deux premiers siècles chrétiens : filiation juive (aniconisme de droit se basant sur une interprétation littérale du deuxième des Dix Commandements (Décalogue) au sujet de l'interdiction des images dans le culte) ; souci de se distinguer des païens créateurs idolâtres d'un « flot d'images » ; « défiance ou même le mépris philosophique des images, partagé par nombre de philosophes chrétiens — un Clément d'Alexandrie ou un Origène, par exemple — » ; difficulté à représenter le Christ ; préoccupation plus orientée vers l'évangélisation que vers l'intérêt des images, limité en raison de la condition socio-économique précaire des croyants d'avant Constantin le Grand. Les deux premiers siècles sont ainsi marqués par un aniconisme de fait. Si les chrétiens provenant du monde juif ont plus été sensibles à l'aniconisme programmatique, ceux issus du monde grec ne sont pas par principe iconophobiques (en) (rejet des images non-idolâtrique) et hostiles à l'art, comme le montre la peinture chrétienne qui s'exprime dès la fin du IIe siècle. Après l'édit de Constantin en 313, le christianisme sort de la clandestinité, ce qui favorise l'émergence de l'art paléochrétien dont le dynamisme artistique ne s’explique pas en priorité par des facteurs exogènes (l'hellénisation du christianisme ou la concurrence avec l'art juif qui aurait eu l'initiative de « mettre la Bible en images »), mais relève de la vitalité interne de sa foi, relayée par le besoin de marquer son identité propre, notamment à travers les images funéraires et la représentation de certaines scènes et leur codification, c'est-à-dire leur représentation au moyen d'un nombre restreint de signes iconographiques. Les historiens distinguent « entre peinture et bas-relief, formes d'art en lesquelles le christianisme, après deux siècles d'abstinence, va bientôt entreprendre de s'exprimer à loisir, et sculpture en ronde bosse, envers laquelle il éprouve et continuera d'éprouver une réticence qui ne sera surmontée que vers la fin du Ier millénaire ». Cet art fait ensuite place à l'exubérance de l'iconographie chrétienne médiévale. Les spécialistes de l'Église ancienne ont considéré de manière erronée, jusque dans les années 1970 (période marquée par le concile Vatican II), que les représentations artistiques des premiers chrétiens étaient une intrusion païenne à l'intérieur du christianisme et que l'appel conciliaire au dépouillement dans les arts religieux allait dans le sens d'un aniconisme de fait, comme pour revenir à l'esprit authentique du christianisme primitif.
Présent à des degrés divers tout au long de l'histoire du christianisme (querelle des images, art cistercien, iconoclasme, furie iconoclaste…), il domine chez les protestants et les chrétiens évangéliques qui bannissent toute représentation figurative à caractère religieux - statues, icônes, tableaux ou vitraux - de leurs lieux de culte.

## Islam

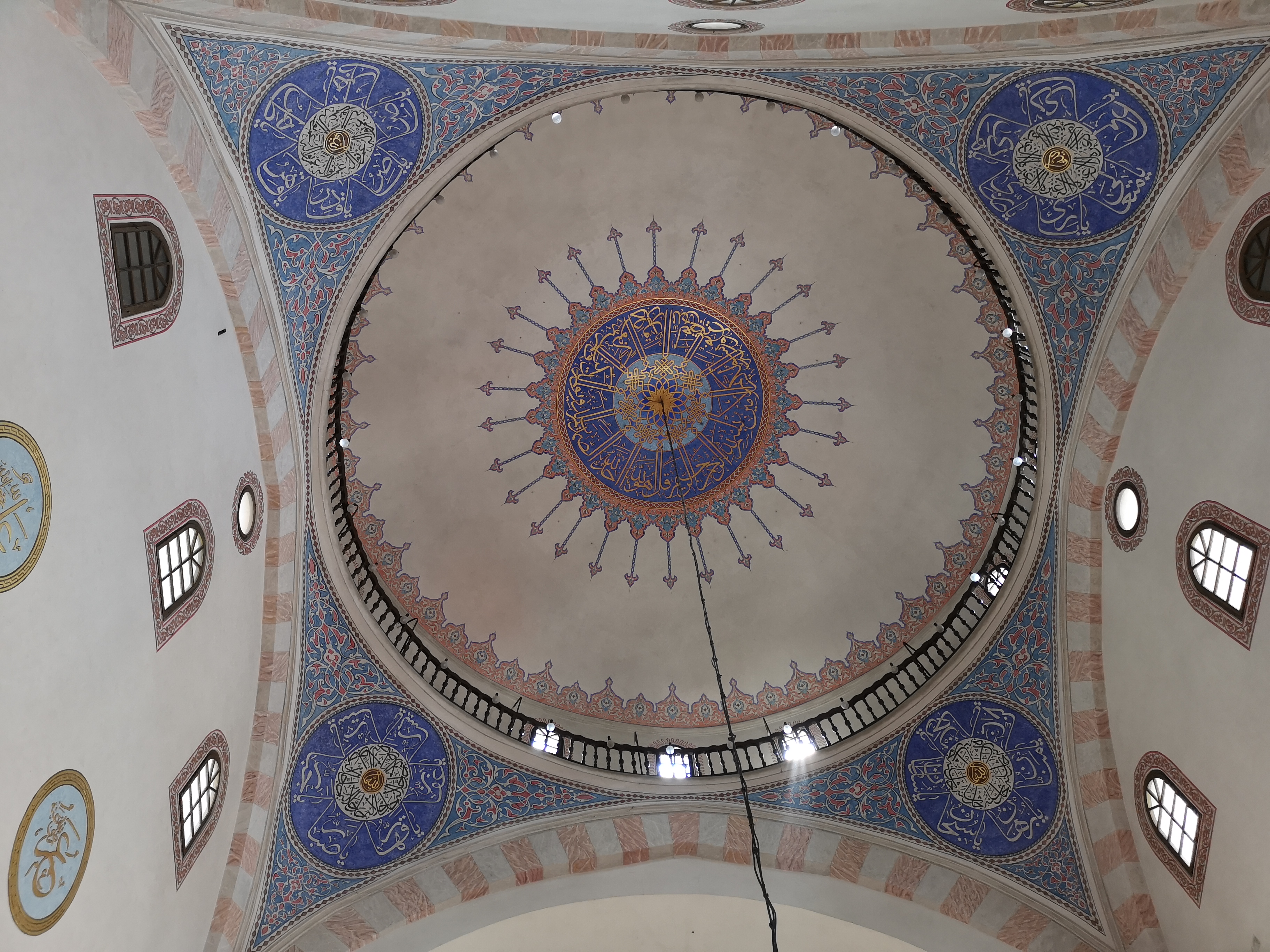
Dôme et murs intérieurs de la Mosquée de Gazi Husrev-bey à Sarajevo (1531) où ne figure aucune représentation de Dieu

L'aniconisme dans l'islam varie selon qu'on considère le Coran, les mosquées, les lois musulmanes ou les pratiques. Le Coran représente le fondement de la religion, la mosquée est l'espace matériel où le pouvoir normatif religieux s'exerce, les lois sont issues d'évolutions historiques d'interprétation, enfin les pratiques sont diverses selon les sphères de sociétés musulmanes. 
L'aniconisme dans l'islam est lié à l'idée de la transcendance divine et au shirk.

### Le Coran
Le message divin ne contient aucune injonction explicite à l'encontre de représentations.On y trouve par contre des mises en garde contre le shirk ou idolâtrie. Étant donné l'importance pour les idolâtres des objets sacrés, en particulier statues façonnées par la main humaine, les versets s'y référant sont souvent utilisés pour argumenter en faveur de l'aniconisme. Voici des exemples:
« Abraham dit à son père Azar : prendras-tu des idoles pour dieux ? Toi et ton peuple vous êtes dans un égarement évident. » « Et [Abraham] mit en pièces [les idoles], excepté la plus grande, afin qu'ils s'en prissent à elle de ce qui arriva » (6:74, 21:59)
« Ô croyants ! le vin, les jeux de hasard, les asnam [« statues » ou « pierres dressées » selon les traductions] et le sort des flèches sont une abomination inventée par Satan ; abstenez-vous-en et vous serez heureux. » (5:90)
Le Coran affirme aussi la puissance créatrice de Dieu, question d'importance pour le traitement des représentations figuratives:
« Il est le Dieu créateur et formateur. » (59:25)
« Jésus dira aux enfants d'Israël : Je viens vers vous accompagné de signes du Seigneur ; je formerai de boue la figure d'un oiseau ; je soufflerai dessus, et par la permission de Dieu, l'oiseau sera vivant. » (3:43)

### Les mosquées
Les mosquées sont les lieux où l'absence de représentations figurées est constante à travers les sociétés musulmanes. Étant ce qu'il y a de plus officiel et de public pour la religion, elles constituent un modèle, ce qui leur confère le pouvoir de refléter au-delà de leurs propres murs leur nature aniconique. L'aniconisme de la première mosquée, la Maison du Prophète à Médine, est dû à son caractère improvisé et à un certain nombre de facteurs concrets comme le vide laissé par l'expulsion des idoles de l'espace de prière accompli par Mahomet. Les mosquées ultérieures ont perpétué les caractéristiques originelles, à l'exception de l'introduction de motifs végétaux et géométriques. Ceux-ci ont aussi été adoptés dans cette extension de la mosquée qu'est le livre du Coran.

### Les exégèses
On recense autour de 200 hadiths ayant trait à la représentation. Ils n'ont pas tous la même importance, se répètent sur un nombre réduit d'événements, ont été généralement recueillis longtemps après la mort du Prophète (ce qui pose parfois des problèmes d'authenticité), et, surtout, sont trop liés à des contextes particuliers de sa vie pour être généralisés sans besoin d'interprétation. C'est seulement vers le IXe siècle qu'on voit apparaître des interprétations de théologiens prohibant la représentation. Mais les avis ne sont pas unanimes sur sa définition : s'agit-il uniquement des êtres vivants ? De peintures au même titre que les statues ? La prohibition s'applique-t-elle dans les espaces peu exposés, tel un couloir ? Uniquement si elles sont au détriment de la religion ? etc.
Outre les individus il y a des variantes selon les écoles juridiques, les rites et les branches. Le chi'isme n'est pas teint de la même virulence iconophobe que celle qui a pu se développer dans les traités du sunnisme médiéval ; les mystiques ne s'embarrassaient pas pour détourner la calligraphie afin d'en faire des images figuratives intégrées à leurs pratiques religieuses ; enfin, certains mouvements basent leur conduite sur le seul Coran, à l'exclusion de hadiths, comme les Soumis actuellement. Concomitants à eux sont les Wahhabites, les Salafistes ou encore les Talibans, pour lesquels les représentations figuratives sont à bannir. Les corpus juridiques et théologiques élaborés au cours des périodes médiévales ont dû être amendés à l'époque contemporaine pour permettre l'utilisation de technologies modernes de reproduction, qui nécessitent un avis religieux pour être licites. Sauf à arriver à des contradictions, la diversité de positions cautionne contre leur télescopage dans un unique point de vue.[pas clair]

### Les sociétés musulmanes
Face à la diversité et aux limites de préceptes religieux se développe dans les pratiques des sociétés musulmanes une tendance aniconique, qui gagna un statut panislamique, en parallèle d'expressions figuratives plus locales, principalement sous influence byzantine, puis mongole et turco-persane, et enfin du monde occidental et moderne. Chronologiquement la modernité représente une introduction massive de représentations figuratives dans les sociétés musulmanes, au point de les rendre indispensables à leur fonctionnement. Suivent des exemples pour différentes sphères sociales.
Si aujourd'hui les billets de banque et les monnaies de nombreux pays musulmans portent les effigies de gouvernants et de personnalités, le monnayage musulman fut pendant le Moyen Âge largement limité à la graphie, à l'exception d'une partie de la production omeyyade et de quelques dynasties ultérieures de moindre envergure. Drapeaux, blasons et sceaux sont aussi aniconiques — notons néanmoins les blasons figuratifs des premiers Mamelouks, le lion de l'enseigne impériale persane et le drapeau graphié de l'Arabie saoudite. Des portraits officiels deviennent courants sous les Ottomans, les safavides et les moghols et se généralisent avec l'arrivée de la photographie, dont beaucoup de rois s'enthousiasmèrent, et qui de nos jours devint un moyen de propagande et d'opposition pour toutes les tendances musulmanes confondues.
Le chiisme offre l'exemple le plus frappant d'une intégration profonde de l'image figurative dans les pratiques religieuses musulmanes. Les portraits d'Ali et de Husayn sont omniprésents, du pendentif en plastique et l'autocollant sur un pare-brise de camion, jusqu'aux plus baroques peintures fourmillant de détails sur la vie des deux martyrs que dépeignent les toiles du théâtre populaire ta'ziyye, les draperies de conteurs ambulants ou les fresques de restaurants. C'est par ailleurs un shi'ite, le grand ayatollah Sistani de Najaf, qui déclara dans une fatwa la fabrication des images de Mahomet permise, si cela est fait avec le plus grand respect. À la différence de tombes sunnites les sépultures shi'ites peuvent afficher l'image du défunt. En même temps une méfiance devant l'image — la voir, l'afficher ou laisser prendre son portrait — est un phénomène répandu dans toutes les couches sociales. Cependant, les réactions provoquées par les images seraient loin d'être toutes imputables à des préceptes de la religion.
Au sujet de l'art contemporain notons la présence d'écoles des beaux-arts partout dans le monde musulman, qui conduit aussi bien à une production de peinture figurative et de cinéma, qu'à de la sculpture. Dans son Histoire du cinéma mondial, Georges Sadoul note que l'Arabie saoudite est le pays à être resté vierge de toute exploitation cinématographique populaire le plus tardivement. En effet, jusqu'à l'arrivée de la télévision en 1965, seuls les militaires américains et un petit nombre de résidents du palais royal assistaient à des projections cinématographiques.
Un style hybride — entre peinture et calligraphie — original et non figuratif a acquis un succès international. Ajoutons la présence de créations figuratives dans les arts populaires, le martyre de Husayn évoqué plus haut, ou l'épopée du poète Antar, source d'inspiration pour une peinture sur verre en Syrie. Un théâtre de marionnettes est pratiqué depuis le Moyen Âge (écrit chez les Mamluks ; le karagöz ottoman). L'art d'État est aussi à mentionner, et se manifeste dans des peintures murales publiques à la mémoire de guerres ou pour la glorification de gouvernants. L'esprit national, ou encore l'arabisme, se matérialise aussi aux carrefours, dans des statues : ici un Tal'at Harb, là un Saladin équestre, ailleurs le président lui-même.
L'astronomie, la médecine, la mécanique, constituèrent des domaines où la représentation des êtres vivants était importante (zodiaques, portraits de philosophes grecs, dissections, automates, etc.). Des manuels militaires, notamment mameluks et maghrébins sont aussi parfois figuratifs, comme parfois le décor d'armes et effets militaires. Dans le domaine administratif la photographie d'identité est devenue une pièce bureaucratique incontournable, tout comme elle — et la vidéo — l'est pour la transmission des informations et la culture (presse écrite, télévision, cinéma).

### Face aux images de non-musulmans
La tradition musulmane rapporte que le jour de la reddition de La Mecque, Mahomet détruisit 360 idoles contenues dans la Ka'ba. Selon certaines sources, il y aurait laissé deux images : celle d'Abraham et celle de la mère de Jésus. D'autres actes de destruction d'idoles pré-islamiques sont mentionnés dans les Tabaqât d'Ibn S'ad.
De nombreuses images à iconographie chrétienne furent produites dans le monde islamique, notamment dans les communautés coptes et syriaques. Il peut s'agir d'objets liturgiques, comme des icônes, mais on retrouve ces images sur des objets profanes : verreries, céramiques… et dans des manuscrits. 
À la prise de Constantinople en 1453, le sultan Mehmed II le Conquérant, émerveillé par la magnificence de la Basilique Sainte-Sophie, fit immédiatement cesser la destruction des mosaïques, à laquelle avaient commencé à se livrer ses soldats, et décida de la transformer en mosquée. Les mosaïques furent recouvertes de plâtre. Cependant les sultans ottomans s'assurèrent qu'elles fussent périodiquement déplâtrées et restaurées avant d'être à nouveau cachées aux yeux des fidèles.
Lors de leur prise de pouvoir en Afghanistan en 1998, les talibans décapitèrent la plus grande statue de Bouddha de la vallée de Bâmiyân, classée au patrimoine mondial de l'UNESCO. Le 26 février 2001, le gouvernement taliban décréta la destruction de toute statuaire religieuse dans le pays, ceci entraîna la destruction au canon des deux Bouddhas de Bâmiyân et le saccage des collections pré-islamiques du Musée national de Kaboul. Cette décision reçut l'opposition de la communauté internationale (y compris du Pakistan) et de responsables religieux musulmans du reste du monde. Néanmoins les Bouddhas de Bâmiyân avaient déjà au cours de leur longue histoire subi de nombreuses dégradations sous ordre d'autorités musulmanes.

## Bouddhisme

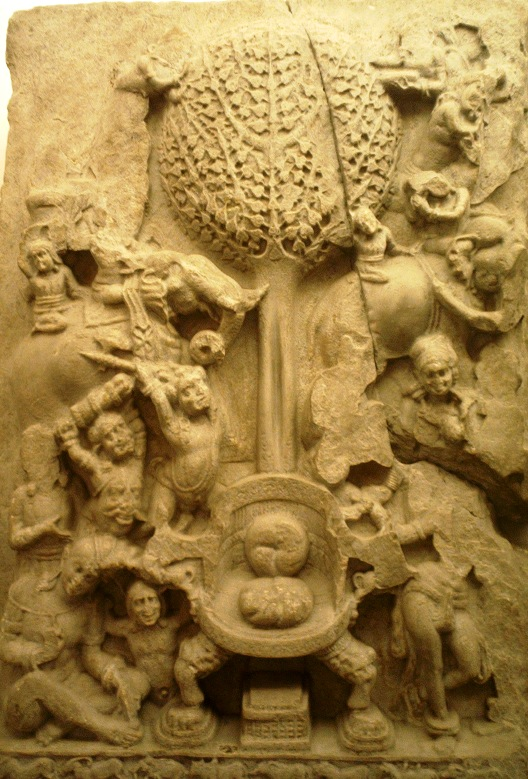
Représentation aniconique de l'assaut du Bouddha par le démon Māra, IIe siècle, Amaravati, Inde.

Le Bouddha était à l'origine représenté uniquement au travers de symboles (un trône vide, l'arbre de la Bodhi, les empreintes de pied du Bouddha, la roue de prière). Bien qu'il existe des débats à ce sujet, les premières représentations anthropomorphiques du Bouddha lui-même sont souvent considérées comme le résultat des interactions gréco-bouddhiques.
Un autre exemple de représentation aniconique du Bouddha se trouve dans les stūpa. Un stūpa est une structure architecturale bouddhiste et jaïna que l'on trouve dans le sous-continent indien, dont ce type de structure est originaire, mais aussi dans le reste de l'Asie. C'est à la fois une représentation aniconique du Bouddha et un monument commémorant sa mort ou parinirvana.

#### Aspects généraux
- (en) Jack Goody, Representations and Contradictions: Ambivalence Towards Images, Theatre, Fiction, Relics and Sexuality, London, Blackwell Publishers, 1997.  (ISBN 0-631-20526-8).

#### Bouddhisme
- (en) S. L. Huntington, http://ccbs.ntu.edu.tw/FULLTEXT/JR-ADM/huntin.htm Early Buddhist art and the theory of aniconism], Art Journal, 49:4 (1990): 401-8.

#### Christianisme
- François Boespflug, Dieu et ses images : une histoire de l'éternel dans l'art, Bayard, 2008, recension
- Jean-Michel Spieser, Images du Christ : des catacombes aux lendemains de l'iconoclasme, Genève, Droz, 2015.

#### Islam
- (en) Terry Allen, Aniconism and Figural Representation in Islamic Art, Five Essays on Islamic Art, Occidental (CA), Solipsist, 1988.  (ISBN 0-944940-00-5)
- François Boespflug, Le prophète de l'Islam en images : un sujet tabou ?, Bayard, 2013
- Gilbert Beaugé et Jean-François Clément, L'image dans le monde arabe [The image in the Arab world], Paris, CNRS Éditions, 1995,  (ISBN 2-271-05305-6)
- Silvia Naef, Y a-t-il une « question de l'image » en Islam ?, Paris, Téraèdre, 2004.  (ISBN 2-912868-20-3) (résumé dans (de) Der Prophet und seine Bilder sur NZZ Online)
- (de) Rudi Paret, Das islamische Bilderverbot und die Schia [The Islamic prohibition of images and the Shi'a], Erwin Gräf (ed.), Festschrift Werner Caskel, Leiden, 1968, 224-32.
- P. P. Soucek, J. M. Landau et S. Naef, "Taswir", Encyclopédie de l'Islam, Leiden, Brill, 1999, 10:387-93.  (ISBN 90-04-12761-5)
- J. Wensinck [& T. Fahd], "Sura", Encyclopédie de l'Islam, Leiden, Brill, 1999, 9:925-8.  (ISBN 90-04-10423-2)

#### Judaïsme
- [PDF] (en) Kalman P. Bland, The Artless Jew: Medieval and Modern Affirmations and Denials of the Visual, Princeton, Princeton University Press, 2001, p. 8.  (ISBN 0-691-08985-X) Introduction